# Lesnoj (Giaginský rajón)
Lesnoj je sídlo v Giaginském rajónu Adygejské republiky Ruské federace. Je součástí Kelermesského vesnického okresu.
Nachází se v jižní části rajónu, na pravém břehu řeky Ulka. Je vzdáleno 4 km východně od centra vesnického okresu stanice Kelermesskaja, 12 km jihovýchodně od centra rajónu Giaginskaja a 25 km severovýchodně od města Majkop.
Sídlo vzniklo roku 1895 jako osada stanice Giaginskaja.